# Amfibolietfacies
| Metamorfe facies |                      |                      |              |             |             |
| Metamorfe facies |                      |                      |              |             |             |
| 16 kbar          | blauwschist          | blauwschist          | eclogiet     | eclogiet    | eclogiet    |
| 12 kbar          | blauwschist          | blauwschist          | eclogiet     | eclogiet    | eclogiet    |
| 8 kbar           |                      | groenschist          | amfiboliet   | amfiboliet  | granuliet   |
| 6 kbar           | prehniet-pumpellyiet | prehniet-pumpellyiet | amfiboliet   | amfiboliet  | granuliet   |
| 4 kbar           | zeoliet              | alb-epi hfels        | hbl hornfels | px hornfels | sanidiniet  |
|                  | 200 °C               | 400 °C               | 600 °C       | 800 °C      | 1000 °C     |
| druk             | temperatuur          | temperatuur          | temperatuur  | temperatuur | temperatuur |

De amfibolietfacies is een metamorfe facies van gemiddelde druk en gemiddelde tot hoge temperaturen, zoals die typisch in de onderste gedeeltes van continentale korst voordoen.
De amfiboliet facies is genoemd naar amfiboliet, een metamorf gesteente met de chemische samenstelling van basalt, dat hoofdzakelijk bestaat uit amfibolen.
Zoals bij alle metamorfe facies wordt de amfibolietfacies vastgesteld aan de hand van bepaalde mineralen die gewoonlijk middels onderzoek naar slijpplaatjes worden gedetermineerd. In metamorfe basische gesteenten, pelieten en dolomieten zijn de volgende mineraalsamenstellingen karakteristiek voor de amfibolietfacies :

## Mineraalassemblages

### Metabasisch gesteente
- hoornblende + plagioklaas ± epidoot, granaat, cummingtoniet, diopsiet, biotiet

### Metapelieten
- muscoviet + biotiet + kwarts + plagioklaas ± granaat, stauroliet, kyaniet/sillimaniet

### Silica-houdende dolomieten
- dolomiet + calciet + tremoliet ± talk (lagere druk en temperatuur)
- dolomiet + calciet + diopsiet en/of forsteriet (hogere druk en temperatuur)